# Lirceus brachyurus
Lirceus brachyurus is een pissebed uit de familie Asellidae. De wetenschappelijke naam van de soort is voor het eerst geldig gepubliceerd in 1876 door Harger.